# Cratere Tang-Shan
Tang-Shan è un cratere sulla superficie di Gaspra.